# 일렉트로클래시

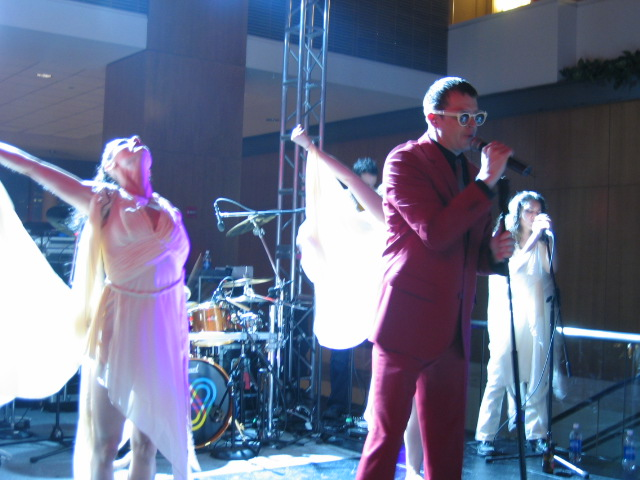

일렉트로클래시(영어: Electroclash)는 1980년대의 음악으로, 뉴 웨이브, 포스트 펑크, 일렉트로, 디스코 등을 1990년대 후반 댄스 뮤직의 개념으로 해석 · 재구성한 것이다.